# 양달식
양달식(梁達植, 1963년 10월 19일 ~ )은 대한민국의 펜싱 선수, 진도자로 현역 시절 주 종목은 에페이다. 그는 1988년 하계 올림픽에서 에페 단체전에 참가하였다. 이후 그는 1990년 아시안 게임에서 개인전 / 단체전 2관왕을 달성하였다. 그는 발안중학교 코치 시절, 정진선을 발굴한 것으로 알려져 있다. 정진선은 훗날 2012년 하계 올림픽 남자 에페 개인전에서 동메달을 획득하였다.